# Mecudot Usiškin

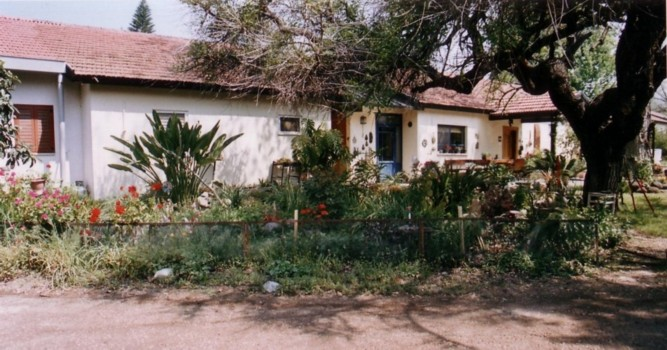
Kibuc ha-Gošrim

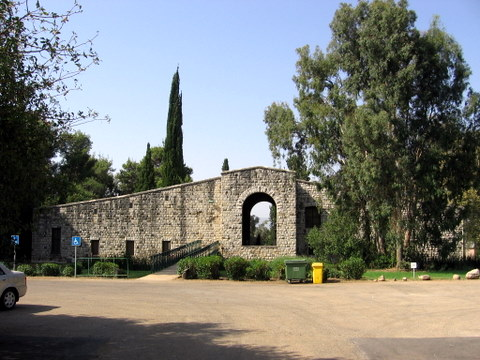
Muzeum Menachema Usiškina v kibucu Dan

Mecudot Usiškin (hebrejsky:  מצודות אוסישקין, doslova Usiškinovy pevnosti) je soubor židovských osad založených na přelomu 30. a 40. let 20. století v tehdejší mandátní Palestině.
Vznikly v reakci na arabské povstání v Palestině, které propuklo v letech 1936-1939. Pojmenovány jsou podle sionistického politika a předsedy Židovského národního fondu Menachema Usiškina. Cílem jejich vzniku bylo posílit židovské demografické a strategické pozice v nejsevernějším výběžku Horní Galileje, při horním toku řeky Jordán v Chulském údolí. Na jejich výstavbě se podílela Židovská agentura.
V rámci tohoto osidlovacího programu bylo založeno celkem pět vesnic:
- Dafna, původně nazývána Mecudat Usiškin Alef ('מצודת אוסישקין א), založena roku 1939[1]
- Dan, původně nazývána Mecudat Usiškin Bet ('מצודת אוסישקין ב), založena roku 1939[2]
- Še'ar Jašuv, původně nazývána Mecudat Usiškin Gimel ('מצודת אוסישקין ג), založena roku 1940[3]
- Nechalim, původně nazývána Mecudat Usiškin Dalet ('מצודת אוסישקין ד), založena roku 1944, pak pojmenována Nechalim, později znovu osídlena jako vesnice ha-Gošrim[4][5]
- Bejt Hilel, založena roku 1940[6]

Název tohoto sídelního bloku je dodnes také zachován v pojmenování křižovatky ha-Mecudot dálnice číslo 90 a dálnice číslo 99 na severovýchodním okraji města Kirjat Šmona.